# 몬토로인페리오레
몬토로인페리오레(이탈리아어: Montoro Inferiore)는 이탈리아 캄파니아주 아벨리노도의 코무네다.

## 같이 보기
- 몬토로수페리오레